# Extended Memory Specification
Die Extended Memory Specification, kurz XMS, wurde von Microsoft für Windows 2.1 entwickelt. Die Spezifikation normiert den Zugriff auf Arbeitsspeicher unter zu MS-DOS kompatiblem DOS oberhalb der 1-MB-Grenze des IBM PC. Dieser Speicher wird als extended memory bezeichnet, was meist mit „Erweiterter Speicher“ übersetzt wird. Im Gegensatz zu expanded memory, der beim originalen IBM PC von 1981 (und kompatiblen Computern) eine Speicherkarte voraussetzt und dessen Zugriff per Expanded Memory Specification (EMS) normiert ist, ist Erweiterter Speicher erst ab dem 80286-Prozessor von Intel, der ab dem IBM PC/AT von 1984 verwendet wird, im Betriebsmodus Protected Mode nutzbar, da x86-Prozessoren seit diesem Prozessor mehr Adressleitungen besitzen und somit auch mehr Speicher direkt verwalten können.
Nach einer Übergangszeit, in der auch XMS-Speicher kompatiblen DOS-Anwendungen als EMS-Speicher zur Verfügung gestellt werden konnte, ersetzte XMS EMS vollständig. Beide Speicherarten kommen nur unter DOS zur Anwendung, da auf den moderneren 32-Bit-Betriebssystemen, die DOS auf dem PC nachfolgten und es ersetzten, das flat memory model verwendet wird, das auf der x86-Architektur mit dem Protected Mode möglich wurde.

## Entwicklung
Das Betriebssystem MS-DOS war für den Real Mode gedacht, ein 16-Bit-Betriebsmodus der x86-kompatiblen Mikroprozessoren, in dem der Hauptspeicherzugriff wie beim 8086er Prozessor erfolgt. In diesem Betriebsmodus kann nur das erste Mebibyte des Hauptspeichers angesprochen werden. Ab dem 80386 lässt sich diese Limitierung im undokumentierten Unreal Mode umgehen, was allerdings kein eigener Betriebsmodus, sondern als Programmiertrick zu bezeichnen ist.
Als die ersten PC/ATs von IBM ausgeliefert wurden, waren diese mit dem 80286er Prozessor versehen, der mehr Hauptspeicher ansprechen konnte. So kamen mit der Zeit auch PCs auf den Markt, die mit mehr als 1 MiB Hauptspeicher ausgerüstet waren. Inzwischen waren die 640 KB, die unter DOS für Anwendungsprogramme nutzbar waren, für viele Zwecke bereits zu klein geworden. Der Zugriff auf den erweiterten Speicher war jedoch schwierig, da der Prozessor hierfür in den Protected Mode geschaltet werden musste. Vom BIOS wurde zwar eine Funktion (über den Software-Interrupt 15hex) angeboten, mit der Speicherbereiche in den erweiterten Speicher kopiert werden konnte, doch der Umgang damit war umständlich und riskant. Auch gab es keinerlei Zugriffskontrolle, falls mehrere Programme auf den Speicher zugreifen wollten.
Deshalb wurde 1988 von den Firmen Lotus Development Corp., Intel Corp., Microsoft Corp. und AST Research Inc. eine Spezifikation erarbeitet, die den Zugriff auf den erweiterten Speicher steuern sollte.

### XMS 3.0 „Super Extended Memory“
Die in XMS Version 1 und 2 definierten XMS-Funktionen benutzten 16-Bit-Werte, um Blockgrößen (in Kilobyte) anzugeben, was ausreichte, um maximal 64 MiB anzusprechen.

1991 wurde die XMS 3.0 veröffentlicht, die den Zugriff auf mehr als 64 MiB Hauptspeicher möglich machte. Dies wurde auch Super Extended Memory genannt. Die Funktionen nutzten 32-Bit-Register, die erst ab dem 386er Prozessor zur Verfügung standen, was aber kein Problem darstellt, da auf 286er Prozessoren generell nur maximal 16 MiB Hauptspeicher adressierbar war.

## Zugriffsverfahren
Für den Zugriff auf den erweiterten Speicher nach XMS ist ein spezieller Treiber, der extended memory manager (XMM) zuständig. Über diesen können sich Anwendungsprogramme, aber auch andere Gerätetreiber, Speicherbereiche im erweiterten Speicher reservieren lassen, Daten vom konventionellen Speicher dort hinein und später wieder zurück kopieren, sowie den Speicher nach Gebrauch wieder freigeben.
Unter MS-DOS heißt dieser Treiber HIMEM.SYS und muss beim Hochfahren des Rechners geladen werden. Unter anderen MS-DOS-kompatiblen Betriebssystemen heißt dieser Treiber teilweise anders und ist bisweilen auch mit einem Expanded Memory Manager (wie z. B. EMM386.EXE), der EMS bereitstellt, verknüpft.
Über den Software-Interrupt 2Fhex kann der Einsprungpunkt für die Service-Routine des XMM ermittelt werden, über die der XMM seine Dienste anbietet.
Der Zugriff auf Speicherbereiche im XMS geschieht über sogenannte Handles, die der XMM beim Allozieren eines Speicherblocks zurückgibt. Um Speicherblöcke zwischen dem XMS und dem konventionellen Speicher zu kopieren, wird das spezielle XMS-Handle 000016 benutzt, um Speicheradressen im konventionellen Speicher anzugeben. Die XMS-Handles waren eine knappe Ressource, da der XMM für jedes Handle Verwaltungsdaten vorrätig halten musste. Üblich waren 32 Handles, die Anzahl konnte je nach XM auf bis zu 256 hochgesetzt werden.

## Probleme
Da zum Kopieren von Daten zwischen dem DOS-Speicher und dem erweiterten Speicher vorübergehend in den Protected Mode gewechselt werden muss, ist der Zugriff auf diesen Speicher vergleichsweise langsam, insbesondere auf 80286er CPUs, da diese zum Zurückschalten in den Real Mode einen Prozessor-Reset benötigen, der ebenfalls recht lange dauert. Auch das prinzipiell kaum sinnvolle Hin- und Herkopieren von Daten zwischen verschiedenen Speicherbereichen bremst XMS merklich aus. Auf einem 80286er ist daher EMS-Speicher schneller als XMS-Speicher, da das Einblenden eines 64-KiB-EMS-Fensters in den UMA-Bereich nur wenige Male und durch Hardware, wie den NEAT-Chipsatz, geschieht und dann der 80286 auf dieses 64-KiB-Fenster vom Real Mode aus, ohne in den Protected Mode schalten zu müssen, direkt zugreifen kann. Der auf dem 286er langsame Umschaltprozess vom Real Mode in den Protected Mode und zurück entfällt damit weitgehend.
Ab dem i386 kann der erweiterte Speicher alternativ auch dazu genutzt werden, um so genanntes expanded memory (EMS, siehe: Expanded Memory Specification) bereitzustellen. Da programmtechnisch die Benutzung von EMS-Speicher einfacher und auf dem 286er schneller als die von XMS-Speicher ist, waren DOS-Programme, die EMS-Speicher benutzten, häufiger. Viele speicherhungrige Programme (z. B. Spiele) konnten jedoch mit beiden Speichererweiterungen umgehen.